# Promecotheca apicalis
Promecotheca apicalis es una especie de insecto coleóptero de la familia Chrysomelidae.
Fue descrita científicamente en 1911 por Julius Weise.